# Universal (Traktor)
Unter dem Namen Universal (russisch Универсал) wurden in der Sowjetunion ab 1934 insgesamt vier sehr ähnliche Traktormodelle gebaut. Bis 1940 fertigte diese das Sawod Krasny Putilowez, von 1944 bis 1955 das Wladimirski Traktorny Sawod (kurz WTS bzw. ВТЗ) aus Wladimir.

## Fahrzeuggeschichte

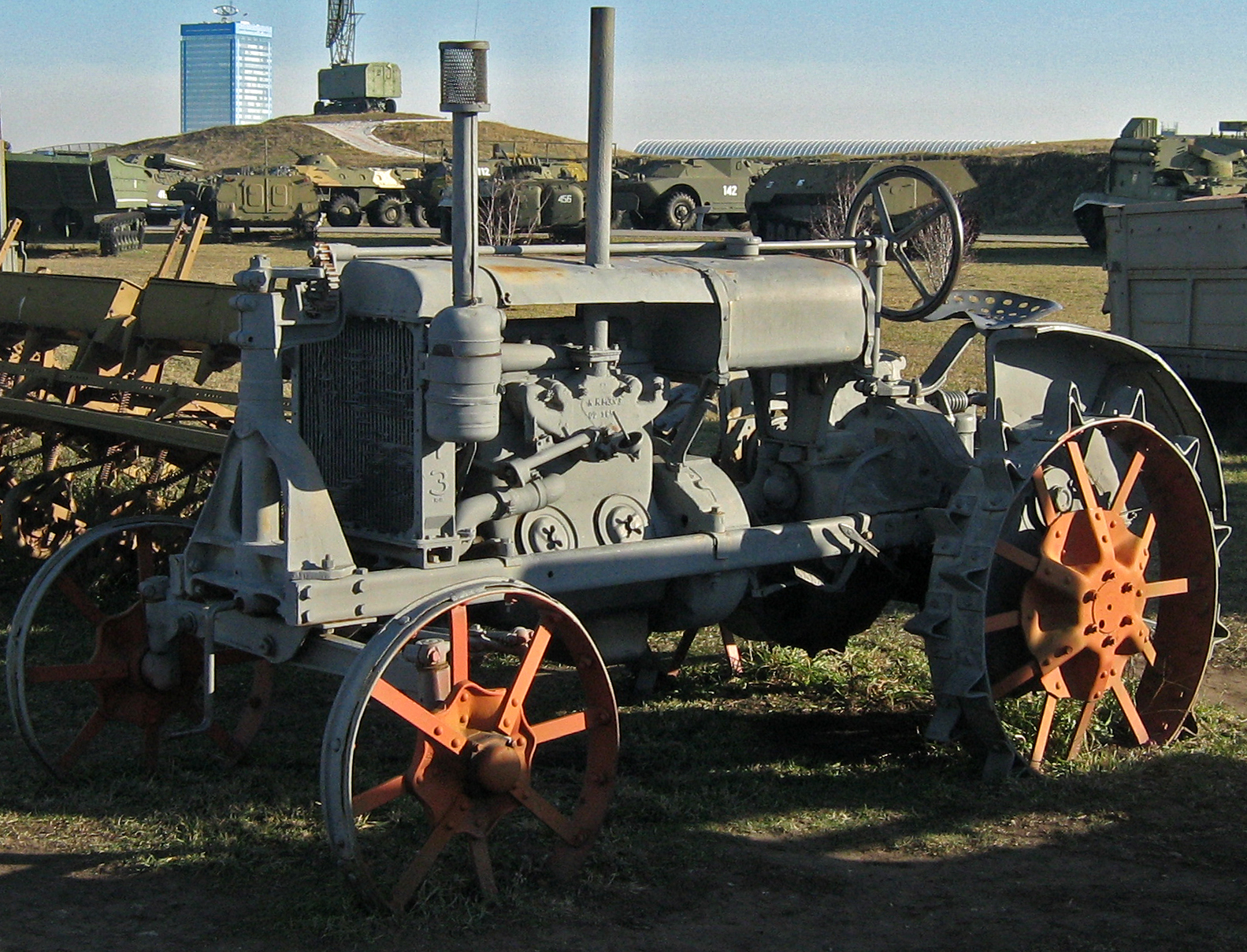
Universal U-2 in einem Fahrzeugmuseum in Toljatti, Russland (2008)

Die Entwicklung eines neuen Traktormodells zur Ablösung des Fordson-Putilowez brachte 1934 die Modelle Universal U-1 und Universal U-2 hervor. Die sowjetischen Konstrukteure orientierten sich dabei am US-amerikanischen Farmall 20, einem Traktormodell von International Harvester. Zunächst gab es zwei unterschiedliche Versionen. Der Universal U-1 mit gekürzter Vorderachse und einem Abstand der Vorderräder von nur wenigen Zentimetern war für Felder mit hohen Pflanzen in speziellen Abständen gedacht, wie es zum Beispiel bei Baumwolle der Fall ist. Auf diese Weise werden die Pflanzen bei der Durchfahrt nicht durch eine niedrige Vorderachse abgeknickt. Der Universal U-2 hatte eine gewöhnliche Vorderachse.
Die Serienproduktion begann 1934 und wurde 1940 nachfolgerlos eingestellt. Erst 1962 stellte das Werk mit dem bekannten Kirowez K-700 wieder einen Traktor vor.
Ab 1944 fertigte das Wladimirski Traktorny Sawod die Traktoren. Dort kamen bis 1955 auch noch die Modelle Universal U-3 und Universal U-4 hinzu, beides spezielle Versionen für den Baumwollanbau. Dabei war der Universal U-4 der einzige, der über Luftreifen verfügte, alle anderen Modelle waren stahlbereift. Zudem hatte der U-4 bereits einen einzelnen Frontscheinwerfer.
Insgesamt wurden 211.500 Universal-Traktoren gebaut, von denen einige noch heute museal oder als Denkmal erhalten sind. Ab 1955 fertigte das Wladimirski Traktorny Sawod mit dem DT-24 einen Nachfolger für das Fahrzeug.
Mitte 1949 wurden von der Sowjetunion 506 Universal U-2 in die Sowjetische Besatzungszone geliefert, die später im Jahr zur DDR wurde. Da sich die Fahrzeuge als unzuverlässig erwiesen wurden sie nur wenige Jahre eingesetzt und anschließend verschrottet.

## Technische Daten
Für das Modell Universal U-2, soweit bekannt.
- Motor: Vierzylinder-Viertakt-Petroleummotor[4] (Start des Motors mit Benzin und bei Erreichen von 80 – 90 Grad Kühlwassertemperatur Umstellung auf  Petroleum.)
- Leistung: 22 PS (16 kW)
- Hubraum: 3600 cm³
- Bohrung: 95 mm
- Hub: 127 mm
- Getriebe: mechanisch, 3 Vorwärtsgänge, 1 Rückwärtsgang
- Fahrbereich: 3,9–8,1 km/h
- Antriebsformel: 4×2
- Stückzahl: 211.500
- Bauzeit: 1934–1940 sowie 1944–1955

Abmessungen und Gewichte
- Länge: 3500 mm
- Breite: 1560 mm
- Höhe: 1669 mm
- Spurweite vorne: 1390 mm
- Spurweite hinten: 1340 mm
- Gewicht: 2108 kg